# Циммерман, Бернд Алоис
Бернд Алоис Ци́ммерма́н (нем. Bernd Alois Zimmermann; 20 марта 1918, Эрфтштадт — 10 августа 1970, Фрехен) — немецкий композитор и музыковед.

## Жизнь и творчество

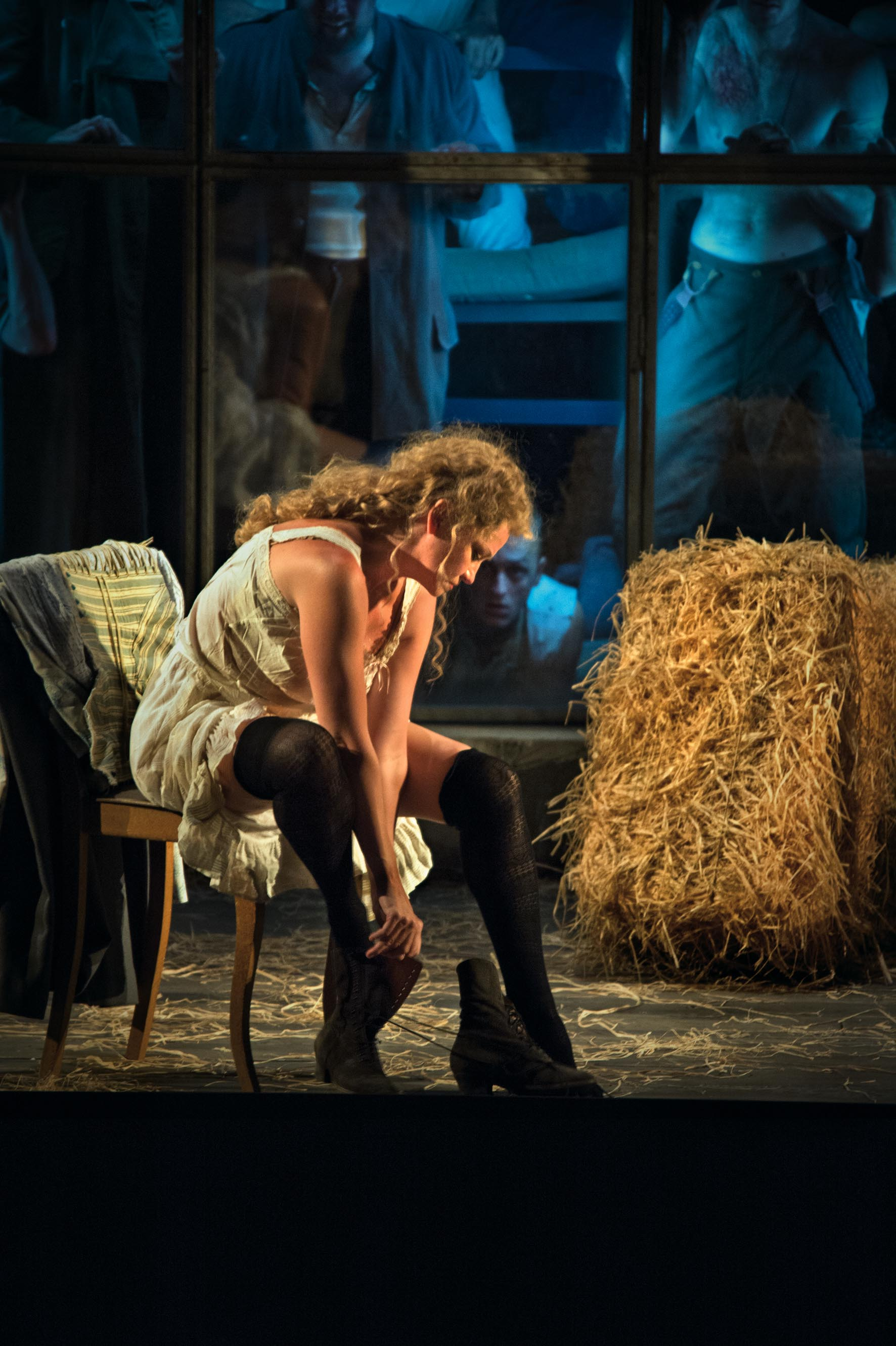
Лаура Эйкин в постановке Солдат Алвисом Херманисом на Зальцбургском фестивале, 2012

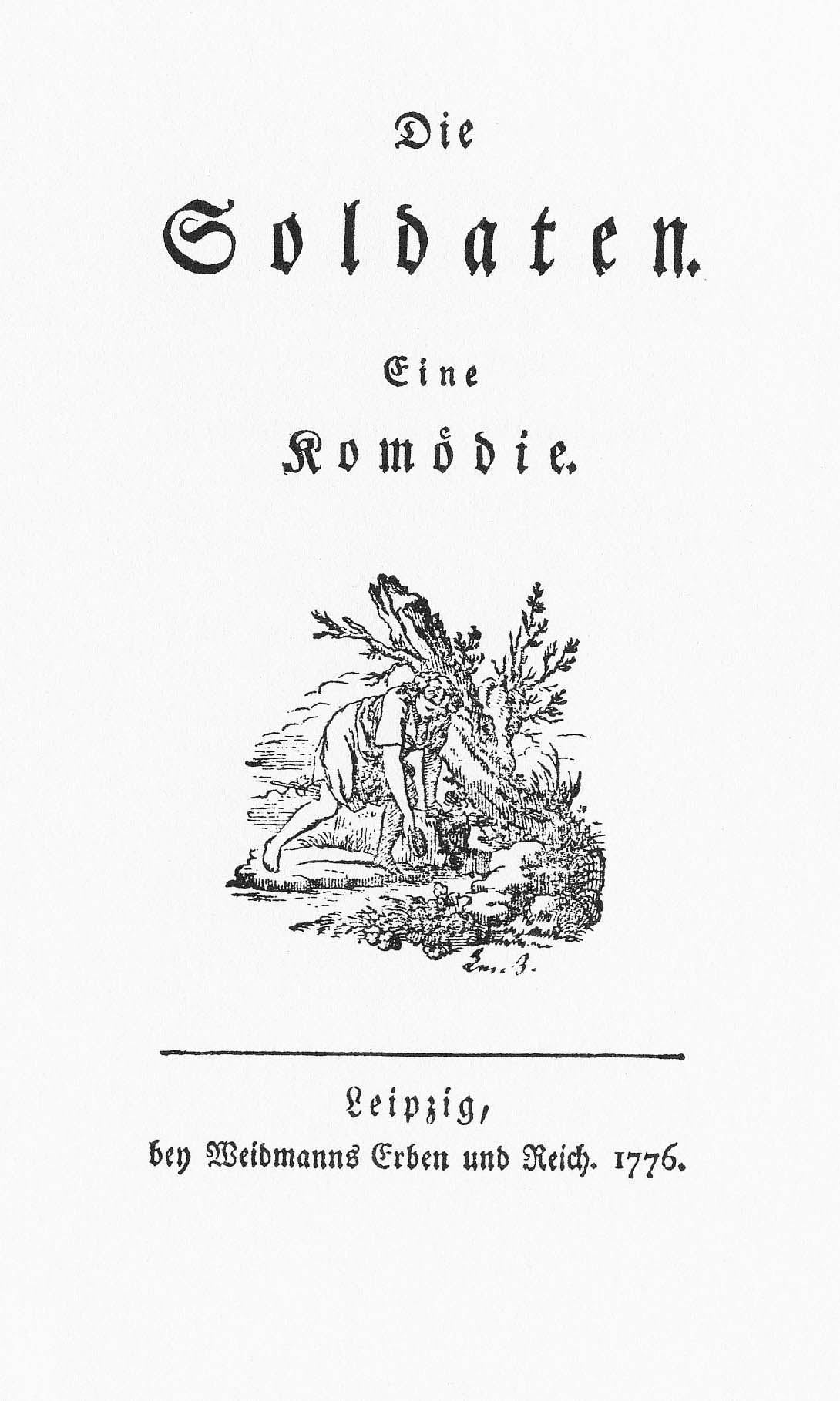
Титульный лист пьесы Якоба Ленца Солдаты, 1776

Вырос в сельской местности, в католической среде Западной Германии, учился в церковной школе, с детства увлекался органом. В 1938 поступил в Высшую школу музыки в Кёльне, но обучение прервала война: в 1940 Циммерман был призван в войска вермахта, в военных действиях не участвовал, в 1942 был демобилизован по болезни (острое кожное заболевание). Диплом о завершении музыкального образования получил в 1947, но уже с 1946 выступал как композитор, аранжировщик, музыкальный редактор на радио. В 1948—1950 занимался на Курсах новой музыки в Дармштадте у Рене Лейбовица и Вольфганга Фортнера. В 1957 и 1963 был стипендиатом Немецкой Академии вилла Массимо в Риме, с 1960 преподавал в Университете музыки в Кёльне. Испытал влияние неоклассицизма И. Стравинского и П. Хиндемита, позднего А. Веберна, свободно вводил в свои сочинения джазовые ритмы, элементы легкой музыки, народные песни, детские считалки, цитаты из музыкальной классики от франко-фламандской школы до Г. Малера (кантата «Похвала глупости», 1948; Скрипичный концерт, 1950), строил целые произведения на принципе коллажа (балет «Музыка для ужинов короля Убю», 1966). Стал известен после премьеры оперы «Солдаты» (1965, написана в 1958—1960), в которой сериальная техника воплощала авторскую концепцию «сферического времени». Другим произведением, привлекшим внимание публики, стал «Реквием по юному поэту» (1968, на стихи лириков XX в., покончивших с собой).
Вместе с тем сложность, трагизм музыкального языка Циммермана отталкивали послевоенных слушателей и критику. Он мучительно переживал свою непризнанность, это привело к ухудшению душевного состояния, обострившимся проблемам со зрением. Через несколько дней после завершения библейского действа на слова ветхозаветной книги Екклезиаста «Ich wandte mich und sah an alles Unrecht, das geschah unter der Sonne» («И обратился я и увидел всякие угнетения, какие делаются под солнцем») Циммерман покончил с собой.
Циммерману принадлежат оркестровки фортепианных пьес Модеста Мусоргского «На южном берегу Крыма. Гурзуф у Аю-Дага» и «В деревне». В России коллажными поисками Циммермана интересовался Альфред Шнитке.
Концерт для скрипки, виолончели и большого оркестра Umbrae (1976) посвятил памяти Циммермана немецкий композитор Михаэль Денхофф (р.1955).

## Сочинения
- Каприччо (1946, импровизации для фортепиано на популярные темы)
- Lob der Torheit (1947, бурлескная кантата на слова Гёте для соло, хора и оркестра)
- Alagoana (Caprichos Brasileiros) (1950, балетная сюита на темы бразильского фольклора)
- Концерт для скрипки с оркестром (1950)
- Соната для скрипки соло (1951)
- Симфония в одной части (1951, ред. 1953)
- Des Menschen Unterhaltsprozeß gegen Gott (1952, радио-опера по Кальдерону)
- Концерт для гобоя и камерного оркестра (1952)
- Nobody knows the trouble I see (1954, концерт для трубы с оркестром)
- Konfigurationen (1956, для фортепиано)
- Perspektiven — Musik für ein imaginäres Ballet (1956, воображаемый балет для двух фортепиано)
- Canto di speranza (1957, кантата для виолончели и камерного оркестра, посвящается Зигфриду Пальму)
- Omnia tempus habent (1957, кантата для сопрано и 17 инструментов на текст книги Екклесиаста)
- Dialoge (1960, ред.1964, концерт для двух фортепиано с оркестром)
- Соната для виолончели соло (1960)
- Présence, ballet blanc (1961, для фортепианного трио и рассказчика)
- Antiphonen (1961, для альта и 25 инструментов)
- Tempus Loquendi (1963, для флейты соло)
- Musique pour les soupers du Roi Ubu (1966, балет по пьесам А. Жарри)
- «Солдаты» (1958—1960, пост. 1965, опера в четырёх действиях по одноименной драме Я. М. Р. Ленца)
- Концерт для виолончели с оркестром в форме па-де-труа (1966)
- Intercomunicazione (1967, для виолончели и фортепиано)
- Die Befristeten (1967, для джазового квинтета)
- Photoptosis (1968, прелюдия для оркестра)
- Requiem für einen jungen Dichter (1969, для рассказчика, сопрано, баритона, трех хоров, магнитофона, оркестра, джазового ансамбля и органа)
- Vier kurze Studien (1970, для виолончели соло)
- Stille und Umkehr (1970, наброски для оркестра)
- Ich wandte mich um und sah alles Unrecht das geschah unter der Sonne (1970, для двух рассказчиков, баса и оркестра)

## Циммерман о музыке
- Intervall und Zeit. Aufsätze und Schriften zum Werk/ Christof Bitter (Hrsg.). Mainz: B. Schott's Söhne, 1974.